# Scorzoneroides garnironii
Scorzoneroides garnironii là một loài thực vật có hoa trong họ Cúc. Loài này được (Emb. & Maire) Greuter & Talavera mô tả khoa học đầu tiên năm 2006.